# Horváth Loránd
Horváth Loránd (Marosvásárhely, 1930. június 11. – Marosvásárhely, 2018. augusztus 4.) református lelkész, műfordító, költő.

## Életpályája
Szülővárosában a Kereskedelmi Líceumban érettségizett (1948), az egyetemi fokú Kolozsvári Protestáns Teológiai Intézet elvégzése (1953) után református lelkész Galambodon, Mezőörményesen, Székelycsókán, Bágyonban, Magyarborzáson, 1970-től Fintaházán, Kissármáson, majd Kanadában.
Első versét az Utunk közölte (1960). Óhéberből lefordította a Zsoltárok könyvét (1963), tanulmányát a zsoltárfordításról és egy fordítását a Református Szemle közölte (1980/1 és 1982/6). Lírája a klasszicizmusban gyökerezik, A végtelenség oszlopa című képversét Brâncuși emlékének ajánlotta.
Önálló verseskötete: Naptánc (Balázs Imre rajzaival, Litera Könyvkiadó, Bukarest, 1983).